# أورنج دي إس إل
أورنج دي إس إل (بالإنجليزية: OrangeDSL)‏ (لينك دي إس إل سابقًا) شركة مصرية متخصصة في تقديم خدمة الانترنت حيث تخدم سوق الإنترنت بمصر و الشرق الأوسط بما لديها من عاملين يبلغ عددهم 800 عاملاً موزعين على مكاتبها في مصر والإمارات العربية المتحدة والمملكة العربية السعودية. تعرض الشركة سلسلة واسعة من الخدمات الشاملة (تسليم مفتاح) تتراوح ما بين الدخول على الإنترنت، واستضافة المواقع، والخدمات الإلكترونية، والتطبيقات التي تعتمد على الشبكة، وكذلك الإعلان عبر الشبكة وعرض المحتويات.
ظهرت شركة لينك دوت نت نتيجة للاندماج بين شركة إن تاتش للاتصالات وشركة لينك مصر. ولقد كانت شركة إن تاتش للاتصالات التي تأسست عام 1992 أول شركة لتقديم خدمات الشابكة (الإنترنت) في مصر. ولقد نمت الشركة وتطورت حتى أصبحت رائدة هذا النشاط وواحدة من أكبر الشركات العاملة في مصر من حيث حجم الأعمال. ولقد تأسست شركة لينك مصر بهدف تقديم خدمات وحلول تكنولوجية شاملة فيما يتعلق بالإنترنت، وقد نمت هذه الشركة التي تأسست عام 1995 سريعاً وحافظت على سجل أعمال تحسد عليه وأظهرت سمات قوية للريادة في هذا المجال.
وفي يونيو 2000 ضمت الشركتان قواهما واندمجتا تحت اسم شركة لينك دوت نت ومن ثم أصبحت القوة الجديدة المسيطرة في السوق بما تميزت به من الدعم والمساندة والموارد الفنية والمالية الكبيرة المتمثلة في شركة أوراسكوم القابضة للاتصالات.
وشركة لينك دوت نت كانت شركة تابعة لشركة أوراسكوم القابضة للاتصالات وهي أكبر شركة تقدم خدمات السلكية واللاسلكية بشكل متكامل في المنطقة حيث تخدم 20 سوقاً منتشرة في الشرق الأوسط وإفريقيا إلى أن استحوذت على 100% من اسهمها الشركة المصرية لخدمات التليفون المحمول (موبينيل) في يوليو 2010.
وقد حصلت الشركة على العديد من الجوائز والشهادات المختلفة في المجالات ذات الصلة بالشابكة (الإنترنت) فقد حصلت شركة LINKdotNET على شهادة الشريك الذهبي المعتمد من ميكروسوفت في حلول التجارة الإلكترونية المتكاملة.
وحصلت علي حلول ميكروسوفت للشركات، وتطوير البرمجيات بحسب احتياج العملاء، وحلول توفير المعلومات للعاملين بالشركات (أي إدارة الشبكات الداخلية للشركات لتمكين الموظفين من الاستفادة بتكنولوجيا المعلومات)، وحلول البنيات الأساسية المتقدمة. كما حصلت شركة LINKdotNET على شهادة الأيزو 9001: 2001 والمستوى 3 من شهادة CMMI.
وفي عام 2016 تم تغيير مسمى شركة لينك دي إس إل إلى أورنج دي إس إل.

## وصلات خارجية
- الموقع الرسمي